# Parasymbellia crenulata
Parasymbellia crenulata är en insektsart som beskrevs av Marius Descamps 1964. Parasymbellia crenulata ingår i släktet Parasymbellia och familjen Euschmidtiidae. Inga underarter finns listade i Catalogue of Life.